# Michael Tetzschner

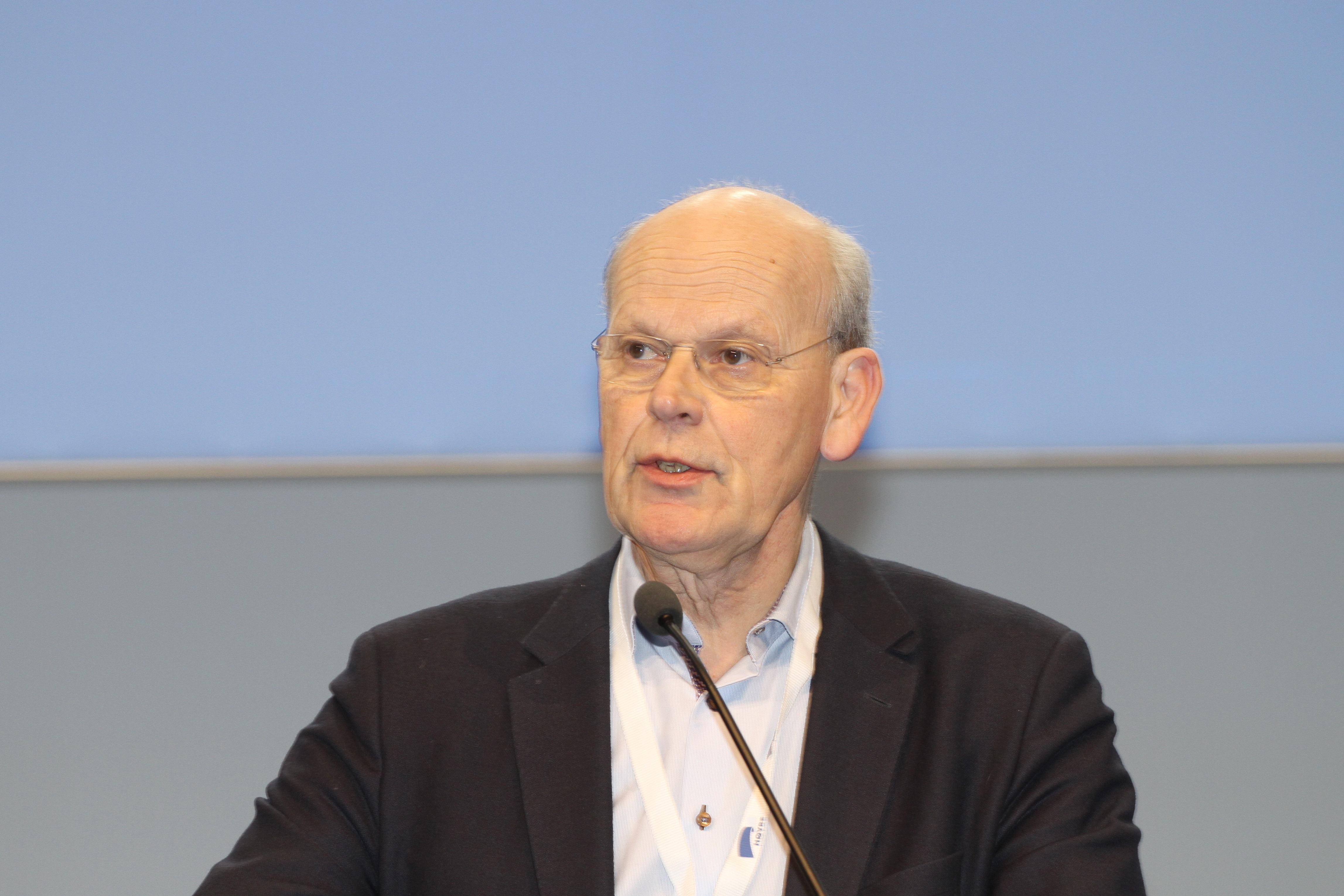
Michael Tetzschner, 2017

Michael Tetzschner (* 9. Februar 1954 in Kopenhagen als Michael von Tetzschner) ist ein norwegischer Politiker der konservativen Partei Høyre. Von 1989 bis 1991 war er der Vorsitzende des Byråds von Oslo. Von 2009 bis 2021 war er Abgeordneter im Storting.

## Leben
Tetzschner schloss ein Studium der Rechtswissenschaften ab. Von 1975 bis 1999 saß er im Stadtrat von Oslo. Nachdem er bereits zwischen 1986 und 1989 stellvertretender Vorsitzender gewesen war, stand Tetzschner in den Jahren 1989 bis 1991 dem Byråd von Oslo, also der Stadtregierung, vor. Anschließend arbeitete er bis 2001 beim Forschungsunternehmen Sifo in Schweden. Zudem fungierte er von 1992 bis 1995 als Kommunalråd von Oslo und von 1995 bis 1999 als Hochschuldirektor der Handelshøyskolen BI. Während dieser Zeit zog er sich aus der Politik zurück. Ab 2001 arbeitete Tetzschner als Anwalt. Später wurde er wieder aktiv in der Politik und stand zwischen 2006 und 2012 der Høyre-Partei in Oslo vor.
Tetzschner zog bei der Parlamentswahl 2009 erstmals in das norwegische Nationalparlament Storting ein. Dort vertritt er den Wahlkreis Oslo und wurde zunächst Mitglied im Ausschuss für Kommunales und Verwaltungsangelegenheiten. Nach der Wahl 2013 ging er in den Kontroll- und Verfassungsausschuss über, wo er als stellvertretender Vorsitzender tätig war. Im Anschluss an die Stortingswahl 2017 wurde er stellvertretender Vorsitzender im Ausschuss für Auswärtige Angelegenheiten und Verteidigung. Im Jahr 2018 übernahm er den Vorsitz des Nordischen Rats. Bei der Parlamentswahl 2021 verpasste Tetzschner den direkten Einzug ins Storting und wurde Vararepresentant, also Ersatzabgeordneter. Als solcher vertrat er bis zum 14. Oktober 2021 seine Parteikollegin Ine Marie Eriksen Søreide, die zu Beginn der Legislaturperiode noch der Regierung angehörte, als fester Vertreter. Auch danach kam er zeitweise als Vertreter zum Einsatz.

## Politische Positionen
Im September 2020 sprach er sich gegen die Unterzeichnung des UN-Vertrags aus, der Atomwaffen verbieten sollte. Er erklärte, dass die Utopie ein schlechter Platz sei, um Zuflucht zu finden.

## Privates
Tetzschner ist mit der Høyre-Politikerin Kristin Clemet verheiratet. Ihre Tochter Jenny Clemet von Tetzschner (* 1991) ist ebenfalls als Politikerin tätig.